# 圣普里韦
圣普里韦（法語：Saint-Privé，法語發音：[sɛ̃ pʁive]）是法国勃艮第-弗朗什-孔泰大区约讷省的一个市镇，属于欧塞尔区。

## 地理
圣普里韦（47°41'0"N, 3°0'2"E）面积41.41 平方千米，位于法国勃艮第-弗朗什-孔泰大區约讷省，该省份为法国中北部内陆省份，西接卢瓦雷省，西北接塞纳-马恩省，南至涅夫勒省，东临科多尔省，东北与奥布省接壤。
与圣普里韦接壤的市镇（或旧市镇、城区）包括：尚皮涅勒、拉沃、尚普莱、布莱诺、圣法尔若、圣马丹德尚、热内新城。

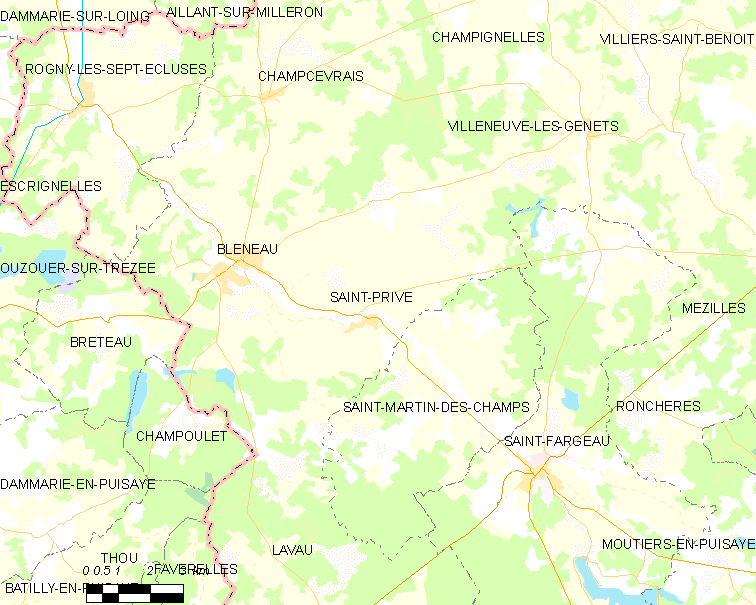
圣普里韦的OSM定位图

圣普里韦的时区为UTC+01:00、UTC+02:00（夏令时）。

## 行政
圣普里韦的邮政编码为89220，INSEE市镇编码为89365。

## 政治
圣普里韦所属的省级选区为皮赛中心县。

## 人口

1962-2008年间圣普里韦人口变化图示

圣普里韦于2022年1月1日时的人口数量为518人。